# Aspalathus astroites
Aspalathus astroites là một loài thực vật có hoa trong họ Đậu. Loài này được L. miêu tả khoa học đầu tiên.